# Nati nel 1931/Luglio
| Questa pagina contiene informazioni ricavate automaticamente dalle voci biografiche con l'ausilio del template Bio e di un bot. L'aggiornamento è periodico e automatico e ricostruisce completamente la pagina. Se manca una persona in questa lista, sei pregato di non aggiungerla, ma accertati piuttosto che la sua voce biografica contenga il template Bio e che i dati anagrafici siano correttamente compilati. Se il template Bio manca, inseriscilo tu stesso o, in alternativa, metti l'avviso {{tmp\|Bio}} che ne segnala la mancanza. Se i dati riportati sono sbagliati, correggi direttamente la voce biografica; le modifiche saranno visibili in questa lista entro pochi giorni. Per chiarimenti vedi il progetto biografie. La lista contiene solo le 176 persone che sono citate nell'enciclopedia e per le quali è stato implementato correttamente il template Bio. Pagina aggiornata al 10 ago 2025. |

- 1º luglio - Raúl Belén, calciatore argentino († 2010)
- 1º luglio - Leslie Caron, ballerina e attrice francese
- 1º luglio - Stanislav Grof, psichiatra ceco
- 1º luglio - Mohamed Ali Khojastehpour, lottatore iraniano († 2007)
- 1º luglio - Seyni Kountché, politico e militare nigerino († 1987)
- 1º luglio - Ștefan Petrescu, tiratore a segno rumeno († 1993)
- 2 luglio - Larry Costello, cestista e allenatore di pallacanestro statunitense († 2001)
- 2 luglio - Robert Ito, attore televisivo, ballerino e doppiatore canadese
- 2 luglio - Gerald O'Collins, gesuita e teologo australiano († 2024)
- 2 luglio - Mohammad Yazdi, politico iraniano († 2020)
- 3 luglio - Pierre Albrecht, cestista svizzero († 2019)
- 3 luglio - Luciano Comaschi, calciatore e allenatore di calcio italiano († 2019)
- 3 luglio - Raúl Fontaina, imprenditore e conduttore televisivo uruguaiano († 2008)
- 3 luglio - Umberto Levorato, rugbista a 15 e allenatore di rugby a 15 italiano († 2011)
- 4 luglio - Stephen Boyd, attore britannico († 1977)
- 4 luglio - Franca D'Alessandro Prisco, politica italiana
- 4 luglio - Jean Dondelinger, funzionario, diplomatico e politico lussemburghese († 2004)
- 4 luglio - Fulvio Fonda, calciatore italiano († 2011)
- 4 luglio - Boris Gutnikov, violinista sovietico († 1986)
- 4 luglio - Sébastien Japrisot, scrittore, sceneggiatore e traduttore francese († 2003)
- 4 luglio - Juhani Kyöstilä, cestista finlandese († 2010)
- 4 luglio - Felice Schiavi, baritono italiano († 2019)
- 4 luglio - Vincenzo Speziali, politico italiano († 2016)
- 5 luglio - Jimmy Burke, criminale statunitense († 1996)
- 5 luglio - Blanchette Fernandez Diaz, greca († 1943)
- 5 luglio - Ab Gootjes, cestista olandese († 2020)
- 5 luglio - Fred Lamond, scrittore inglese († 2020)
- 5 luglio - Gerd Lauck, calciatore tedesco († 2005)
- 5 luglio - Slava Zupančič, sciatrice alpina slovena († 2000)
- 6 luglio - Donal Donnelly, attore irlandese († 2010)
- 6 luglio - Biagio Dreossi, calciatore italiano († 2004)
- 6 luglio - Francesco Grazioli, ex calciatore italiano
- 6 luglio - Antonella Lualdi, attrice e cantante italiana († 2023)
- 6 luglio - Aleardo Nani, calciatore e cestista italiano († 2013)
- 6 luglio - Della Reese, cantante e attrice statunitense († 2017)
- 6 luglio - Rudolf Szanwald, calciatore austriaco († 2013)
- 6 luglio - László Tábori, mezzofondista ungherese († 2018)
- 7 luglio - David Eddings, scrittore statunitense († 2009)
- 7 luglio - Sergio Noja Noseda, dirigente d'azienda e arabista italiano († 2008)
- 8 luglio - Roone Arledge, dirigente sportivo statunitense († 2002)
- 8 luglio - Jürgen Böttcher, regista e sceneggiatore tedesco
- 8 luglio - Ilio Calabresi, medievista, paleografo e linguista italiano († 2014)
- 8 luglio - Willy Fossli, calciatore norvegese († 2017)
- 8 luglio - Arawa Kimura, calciatore giapponese († 2007)
- 8 luglio - Thorvald Stoltenberg, politico norvegese († 2018)
- 8 luglio - Giovanni Tabacchi, bobbista italiano († 2018)
- 8 luglio - Jürgen Trumpf, diplomatico tedesco († 2023)
- 8 luglio - Pëtr Ufimcev, fisico e matematico russo
- 9 luglio - Luigi Campedelli, imprenditore e dirigente sportivo italiano († 1992)
- 9 luglio - Andrej Petrovič Kapica, geografo russo († 2011)
- 9 luglio - Oscar Nuccio, economista italiano († 2004)
- 9 luglio - Antonio Ventre, politico e avvocato italiano († 2022)
- 10 luglio - Nick Adams, attore statunitense († 1968)
- 10 luglio - Simone Benmussa, scrittrice e direttrice teatrale francese († 2001)
- 10 luglio - Ascanio Bertani, politico italiano († 2007)
- 10 luglio - Morris Chang, imprenditore taiwanese
- 10 luglio - Jerry Herman, compositore, musicista e paroliere statunitense († 2019)
- 10 luglio - Julian May, autrice di fantascienza statunitense († 2017)
- 10 luglio - Alice Munro, scrittrice canadese († 2024)
- 11 luglio - Francesco Cattanei, politico e avvocato italiano († 1993)
- 11 luglio - John N. Dalton, politico statunitense († 1986)
- 11 luglio - Franco Giraldi, regista, sceneggiatore e critico cinematografico italiano († 2020)
- 11 luglio - William Hale, regista statunitense († 2020)
- 11 luglio - Tab Hunter, attore statunitense († 2018)
- 11 luglio - Yasuo Ōtsuka, animatore e disegnatore giapponese († 2021)
- 11 luglio - Tullio Regge, fisico e matematico italiano († 2014)
- 11 luglio - Dave Toschi, poliziotto statunitense († 2018)
- 12 luglio - Adele Cambria, giornalista, scrittrice e attrice italiana († 2015)
- 12 luglio - Giuseppe Malandrino, vescovo cattolico italiano († 2025)
- 12 luglio - Ennio Presutti, dirigente d'azienda italiano († 2008)
- 12 luglio - Nikolaj Solov'ëv, lottatore sovietico († 2007)
- 13 luglio - Umberto Buscioni, pittore italiano († 2019)
- 13 luglio - Brando Giordani, giornalista, regista e autore televisivo italiano († 2012)
- 13 luglio - Renita Andreevna Grigor'eva, regista sovietica († 2021)
- 13 luglio - Bina Rai, attrice indiana († 2009)
- 13 luglio - Frank Ramsey, cestista e allenatore di pallacanestro statunitense († 2018)
- 14 luglio - Guido Citterio, pattinatore di velocità su ghiaccio italiano († 2025)
- 14 luglio - Mirella Ricciardi, fotografa, scrittrice e attrice italiana
- 14 luglio - Robert Stephens, attore britannico († 1995)
- 14 luglio - Kalevi Suoniemi, ginnasta finlandese († 2010)
- 15 luglio - Chu Yung-kwang, calciatore sudcoreano († 1982)
- 15 luglio - Clive Cussler, scrittore statunitense († 2020)
- 15 luglio - Leon Greene, attore e basso britannico († 2021)
- 15 luglio - Hector Hogan, velocista australiano († 1960)
- 15 luglio - Alessandro Maggiolini, vescovo cattolico e teologo italiano († 2008)
- 15 luglio - Joanna Merlin, attrice statunitense († 2023)
- 15 luglio - Eugène N'Jo Léa, calciatore francese († 2006)
- 15 luglio - Paolo Toldo, generale italiano († 2020)
- 16 luglio - Rita Bentley, tennista e hockeista su prato britannica († 2016)
- 16 luglio - Fergus Kerr, presbitero scozzese
- 16 luglio - Yusuf Shʿaban, attore egiziano († 2021)
- 16 luglio - Georges Turlier, ex canoista francese
- 16 luglio - Antonio Uliana, ciclista su strada italiano († 2018)
- 16 luglio - Aldo Vitale, dirigente sportivo italiano († 2023)
- 17 luglio - German Alekseevič Fëdorov-Davydov, storico, archeologo e numismatico russo († 2000)
- 17 luglio - Hanna Fenichel Pitkin, filosofa e politologa tedesca († 2023)
- 17 luglio - Padre Eligio, presbitero italiano
- 17 luglio - Caroline Graham, scrittrice, sceneggiatrice e attrice inglese
- 17 luglio - Sergio Strizzi, fotografo italiano († 2004)
- 18 luglio - Warner Bentivegna, attore italiano († 2008)
- 19 luglio - Charlie Hoag, cestista statunitense († 2012)
- 19 luglio - Serafino Petricone, politico italiano († 2016)
- 19 luglio - Alan Steel, attore e culturista italiano († 2015)
- 20 luglio - Vincenzo Bendinelli, pittore e poeta italiano († 1997)
- 20 luglio - Alan Douglas, produttore discografico statunitense († 2014)
- 20 luglio - Jacques Chaumelle, paroliere, sceneggiatore e attore francese († 2013)
- 20 luglio - Paul Nguyễn Văn Hòa, vescovo cattolico vietnamita († 2017)
- 20 luglio - Cesare Pecile, chimico italiano († 2011)
- 20 luglio - Marina Popovič, ingegnera, scrittrice e aviatrice sovietica († 2017)
- 20 luglio - Horst Prinzbach, chimico tedesco († 2012)
- 21 luglio - Hector Albino Martini, militare argentino († 2018)
- 21 luglio - Giovanni Battista Breda, schermidore italiano († 1992)
- 21 luglio - Sonny Clark, pianista e compositore statunitense († 1963)
- 21 luglio - Gene Fullmer, pugile statunitense († 2015)
- 21 luglio - Walter Marchetti, compositore italiano († 2015)
- 21 luglio - Jimmy Meadows, allenatore di calcio e calciatore inglese († 1994)
- 21 luglio - Aldo Romano, ex calciatore italiano
- 21 luglio - Mario Tronti, filosofo e politico italiano († 2023)
- 22 luglio - Michele Achilli, politico e urbanista italiano († 2023)
- 22 luglio - Ignacio Alustiza, calciatore spagnolo († 2006)
- 22 luglio - Paolo Chiarini, germanista e traduttore italiano († 2012)
- 22 luglio - Riane Eisler, sociologa e saggista statunitense
- 22 luglio - Bob Knights, pallanuotista britannico († 2011)
- 22 luglio - Guido de Marco, politico maltese († 2010)
- 22 luglio - Giorgio Pes, designer italiano († 2010)
- 23 luglio - Donald Bland, nuotatore britannico († 2006)
- 23 luglio - Gunnar Cyrèn, designer svedese († 2013)
- 23 luglio - Arata Isozaki, architetto giapponese († 2022)
- 23 luglio - Jørn Riel, scrittore danese († 2023)
- 23 luglio - Te Atairangikaahu, regina neozelandese († 2006)
- 23 luglio - Jan Troell, regista svedese
- 24 luglio - Colin Campbell, geologo britannico († 2022)
- 24 luglio - Raymond Cosby, calciatore maltese († 2013)
- 24 luglio - André Giamarchi, allenatore di calcio e calciatore francese († 2012)
- 24 luglio - Marianne Lundquist, nuotatrice svedese († 2020)
- 24 luglio - Chuck Noble, cestista statunitense († 2011)
- 24 luglio - Ermanno Olmi, regista, sceneggiatore e produttore cinematografico italiano († 2018)
- 24 luglio - Alberto Orzan, calciatore italiano († 2022)
- 24 luglio - Éric Tabarly, navigatore, velista e militare francese († 1998)
- 24 luglio - Adelio Terraroli, politico italiano († 2021)
- 25 luglio - Peter Armbruster, fisico tedesco († 2024)
- 25 luglio - Goffredo Canino, generale italiano († 2008)
- 25 luglio - John Freccero, italianista e saggista statunitense († 2021)
- 25 luglio - Eila Koiso-Kanttila, cestista finlandese († 2012)
- 25 luglio - Marcello Lodetti, maestro di scherma italiano († 2012)
- 25 luglio - Carlo Maria Mariani, pittore italiano († 2021)
- 25 luglio - Mario Riccardi, sportivo italiano († 2006)
- 25 luglio - Heather Segal, tennista bermudiana († 2006)
- 26 luglio - Robert Colbert, attore statunitense
- 26 luglio - Ivan Dzjuba, critico letterario e politico ucraino († 2022)
- 26 luglio - John Elsworthy, calciatore gallese († 2009)
- 26 luglio - Adriana Martino, soprano, cantante e regista teatrale italiana
- 26 luglio - Takashi Ono, ex ginnasta giapponese
- 26 luglio - Telê Santana, calciatore e allenatore di calcio brasiliano († 2006)
- 26 luglio - William Rowe, filosofo e educatore statunitense († 2015)
- 27 luglio - Jerry Van Dyke, attore statunitense († 2018)
- 28 luglio - Karl-Friedrich Haas, velocista tedesco († 2021)
- 28 luglio - Darryl Hickman, attore e insegnante statunitense († 2024)
- 28 luglio - Mario von Ledebur-Wicheln, diplomatico liechtensteinese († 2020)
- 28 luglio - Khieu Samphan, politico e rivoluzionario cambogiano
- 28 luglio - Heinz Robert Schlette, filosofo e teologo tedesco
- 28 luglio - Mario Talamona, economista e politico italiano († 2006)
- 29 luglio - Umberto Coldagelli, storico italiano († 2022)
- 30 luglio - Fernando Bandini, poeta e scrittore italiano († 2013)
- 30 luglio - Brian Clemens, sceneggiatore e produttore televisivo britannico († 2015)
- 30 luglio - Ursula Donath, ex mezzofondista e velocista tedesca
- 30 luglio - Dominique Lapierre, giornalista, scrittore e filantropo francese († 2022)
- 30 luglio - Chong-Sik Lee, scrittore nordcoreano († 2021)
- 30 luglio - Bruno Mattei, regista, sceneggiatore e montatore italiano († 2007)
- 30 luglio - Mihovil Radja, dirigente sportivo e rugbista a 15 jugoslavo († 2010)
- 30 luglio - Jan Teplý, attore ceco († 2007)
- 30 luglio - Gianni Zanasi, giornalista e rugbista a 15 italiano († 2014)
- 31 luglio - Nick Bollettieri, allenatore di tennis statunitense († 2022)
- 31 luglio - Kenny Burrell, chitarrista statunitense
- 31 luglio - René Cintrat, schermidore francese († 1996)
- 31 luglio - Ivan Rebroff, cantante tedesco († 2008)